# Buturlinowka
Buturlinowka (ros: Бутурлиновка) – rosyjskie miasto położone w obwodzie woroneskim. Buturlinowka prawa miejskie otrzymała w roku 1917.
Miasto znajduje się na północnych obrzeżach Kalackiego Wzgórza, nad rzeką Osered (dopływ Donu), 180 km na południowy wschód od Woroneża. Posiada własny dworzec kolejowy.
Miasto zostało założone w 1740, właśnie wtedy cesarzowa Elżbieta Romanowa podarowała tą ziemie generałowi-feldmarszałkowi A. B. Buturlinowi (1694–1767). W XIX wieku, mieszkańcy żyli z szycia butów, tapoczek oraz wypieków specjalnych prjaników.
Urodził się tu Marian Strzelecki – polski działacz sportowy i dziennikarz, redaktor naczelny Przeglądu Sportowego (1931–1939).